# 보지푸리어

Shukla_Bhojpuri

보지푸리어(𑂦𑂷𑂔𑂣𑂳𑂩𑂲, 영어: Bhojpuri language) 또는 보지푸르어는 동부 인도아리아어군에 속하는 언어로 인도 동북부와 네팔 코시구 일대에서 사용되는 언어이다. 화자 수는 4천만 명 정도이다. 인도 비하르주의 '보지푸르(Bhojpur)'라는 지명에서 이름이 유래하였다.